# Francis Monkman
Francis Monkman (Hampstead (Londen), 9 juni 1949 – Bedfordshire, 12 mei 2023) was een Brits toetsenist.
Monkman studeerde aan de Westminster School alwaar hij orgel en klavecimbel studeerde. Latere studies vonden plaats aan de Royal College of Music. Aldaar won hij een prijs in de categorie virtuositeit op het klavecimbel. Hij speelde in het orkest Academy of St. Martin in the Fields. Kennelijk wilde Monkman meer, want gedurende de jaren 60 begon hij zijn eigen rockband Sisyphus, dat later zou uitmonden in Curved Air. Na drie studioalbums verliet hij de band om nog één keer terug te keren voor een livealbum. Ondertussen deed Monkman ook studiowerk voor onder andere Elton John, Renaissance  (album Prologue uit 1972), Al Stewart (album Past, present and future uit 1972). Daarnaast trad hij op met The Shadows en speelde met Brian Eno in diens band 801. In 1982 speelde hij mee op het album The Single Factor van Camel.
In 1978 formeerde hij samen met John Williams Sky waarin ook Tristan Fry kwam spelen. Fry speelde ook in Academy of St. Martin in the Fields. In 1980 vertrok hij en werd opgevolgd door Steve Gray. Sindsdien speelde hij meer klassieke muziek.
Monkman overleed op 73-jarige leeftijd.
Francis Monkman speelde zowel gitaar als keyboards in Curved Air, en wisselde tussen beide als hij live speelde. Volgens de hoes van het tweede Sky album, Sky 2, speelde hij ook extra gitaarpartijen op zijn compositie "FIFO", naast John Williams en Kevin Peek.

## Discografie
- 1978: Contemporary Impact
- 1979: Classical Concussion, Innovative themes and underscores combining classical and contemporary elements (KPM 1224, library album)
- 1979: Predictions Part One; Predictions Part Two
- 1980: Classical Odyssey
- 1980: Dynamism
- 1980: Energism
- 1981: The Long Good Friday (opgenomen in december 1979)
- 1981: Dweller on the Threshold (met o.a. Andrew Latimer)
- 1984: Forcefield
- 2001: 21st Century Blues

- Bibliothèque nationale de France: cb14207986s (data)
- Gemeinsame Normdatei: 1058664778
- International Standard Name Identifier: 0000 0001 1474 6629
- Library of Congress Control Number: no2010173350
- MusicBrainz: 6a0dd112-ff5f-488b-a6ac-398eb3b6c860
- Nationale Bibliotheek van Tsjechië: xx0110939
- Réseau des bibliothèques de Suisse occidentale: 02-A027733502
- Virtual International Authority File: 71603846
- WorldCat: E39PBJycK8Ygg6Jbvvm88Myjmd